# De Grote Van Leemhuyzen Quiz
De Grote Van Leemhuyzen Quiz was een quizprogramma van Studio 100, gepresenteerd door Walter Baele in zijn rol van Eugène Van Leemhuyzen dat eerst werd uitgezonden op de Belgische en Nederlandse website van Studio 100 en later ook op Studio 100 TV.
Eugène Van Leemhuyzen, de secretaris van de burgemeester, gooit in iedere aflevering een item dat hij vindt in de schuif van zijn bureau op zijn kantoor in de vraagmachine (stem: Matthias Temmermans). De machine verzint dan een vraag die relevant is met het item en met een Studio 100-productie te maken heeft.

## Afleveringen
De allereerste aflevering werd op 2 september 2009 uitgezonden op Studio100.be. Twee keer per week verscheen er een nieuwe quiz online waarmee de kijkers een prijs mee konden winnen. Op 5 februari 2010 werd de eerste aflevering op de Nederlandse Studio 100-website geplaatst. In oktober 2009 werd het programma voor het eerst op Studio 100 TV uitgezonden.
Na 60 afleveringen en een liedje (De Leemhouse) besloot Studio 100 met de quiz te stoppen. Op 27 maart 2010 werd de laatste aflevering gepubliceerd op de website van Studio 100.